# Pippo Russo
Pippo Russo (Né à Agrigente, 1965) est un sociologue, essayiste et journaliste italien.
Il enseigne la sociologie à l’Université de Florence. Il écrit pour les quotidiens L'Unità et Il Messaggero ainsi que pour le magazine GQ, où il rédige entre autres un blog sur le site web officiel de la revue.
Par le passé, il a collaboré avec les journaux Corriere della Sera et Il Manifesto où il a conçu et réalisé une rubrique satirique intitulée Pallonate dans laquelle étaient analysées les performances des journalistes sportifs italiens. Il collabora également avec la revue Il Mulino. Son premier roman s’intitule Il mio nome è Nedo Ludi et la publication d’un deuxième roman est prévue pour l’automne 2007.